# Steilacoom
Steilacoom is een plaats (town) in de Amerikaanse staat Washington, en valt bestuurlijk gezien onder Pierce County.

## Demografie
Bij de volkstelling in 2000 werd het aantal inwoners vastgesteld op 6049.
In 2006 is het aantal inwoners door het United States Census Bureau geschat op 6147, een stijging van 98 (1.6%).

## Geografie
Volgens het United States Census Bureau beslaat de plaats een oppervlakte van
5,5 km², waarvan 5,4 km² land en 0,1 km² water. Steilacoom ligt op ongeveer 6 m boven zeeniveau.

## Plaatsen in de nabije omgeving
De onderstaande figuur toont nabijgelegen plaatsen in een straal van 12 km rond Steilacoom.